# NHK時計

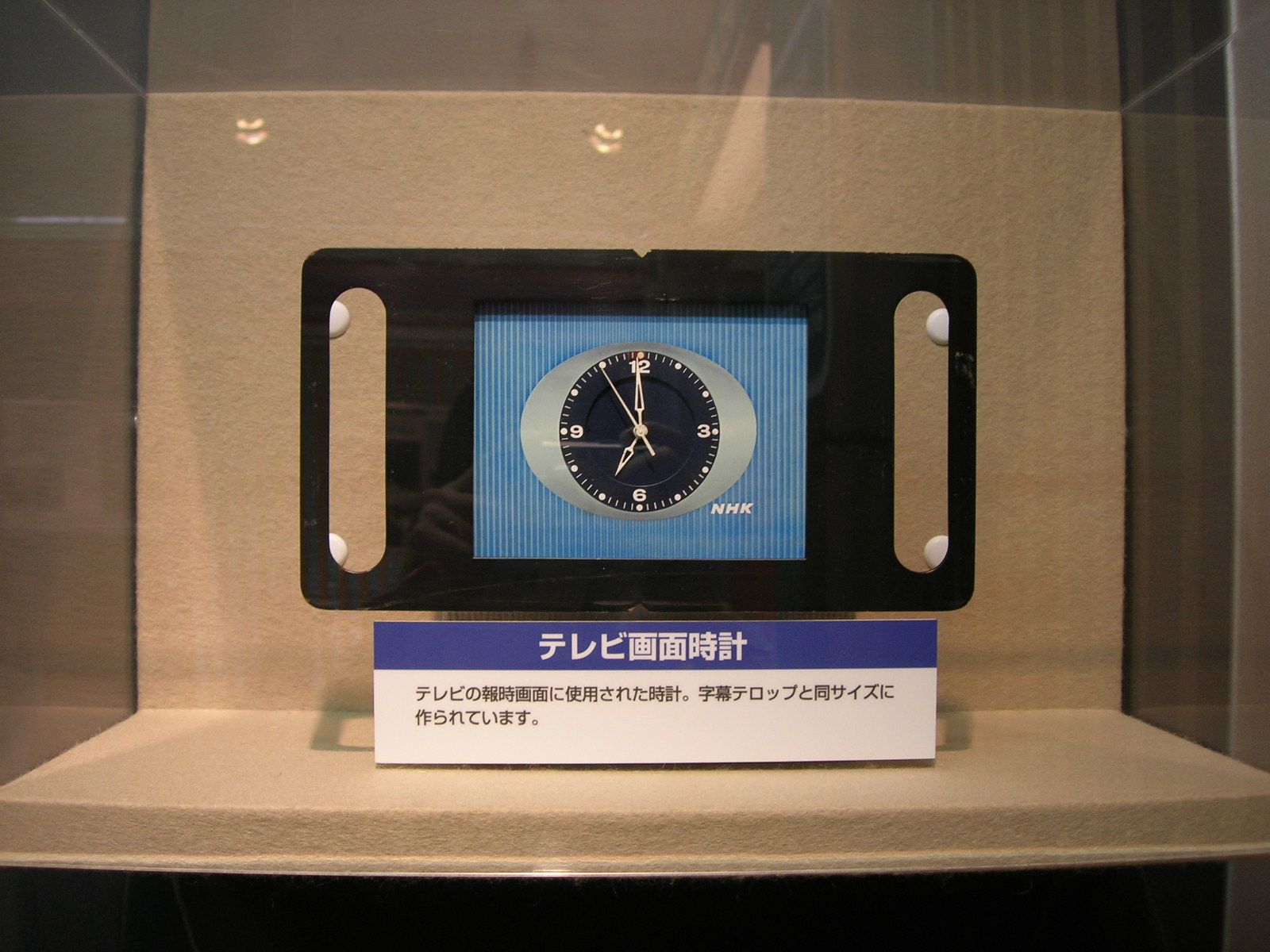
NHK時計（青版、NHK放送博物館蔵）

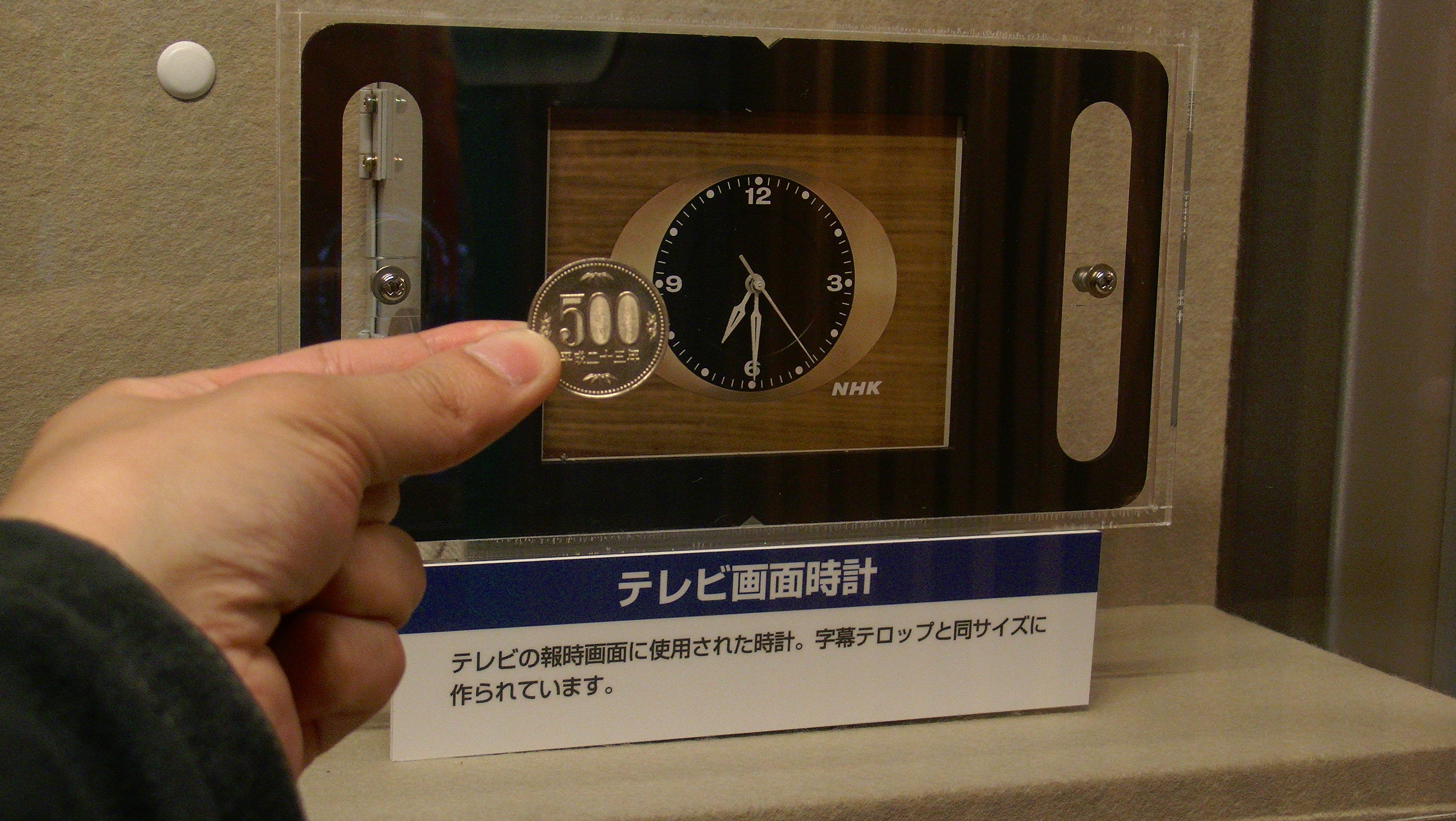
NHK時計（木目版、NHK放送博物館蔵）

NHK時計（NHKとけい、NHKどけい）は、かつて日本放送協会（NHK）のテレビチャンネル（総合・教育・BS1・BS2）において放送されていた、アナログ式時計を全画面表示する形式の時報および、その表示装置自体。NHK放送博物館にてテレビ画面時計の名称で展示されている。
この項目では、上記装置を模した商品、ソフトウェア等についても包括して記述する。
なお、NHKのラジオ放送（第1・第2・FM）で音声放送されている時報については時報#NHKラジオを参照。

## 概要
NHKはテレビ放送開始当初より、スタジオ内の柱時計を撮影する形式の時報放送を行っていた。
全放送期間の大半で長く続けられた形式は、テロップカードと同じサイズに作られた実物の時計を、テロップ送出装置に常時組み込み接写するもので、1955年12月24日に放送を開始。
時計接写方式から画像データ表示への変更、NHKのCI変更に伴うロゴ変更、放送波の縮小などを経て、2011年 - 2012年の地上アナログ放送の終了とともに放送を取りやめた。地上デジタル放送開始に際し、正確なタイミングで時報を放送できない仕様となったことによる（日本の地上デジタルテレビ放送#時報の扱いを参照）。

### デザイン
さまざまなデザインが用いられた。1955年12月24日から1965年10月3日までは文字盤の周りがレンガ模様のものを使用した。
最も長く使用されていたのは、1965年10月4日から1995年3月まで放送された、黒地に白い針の円形のアナログ時計が中央に配置されたものである。右下にNHKのロゴが表示されていた。背景は季節別に変えられ、以下の2種類を交互に使用した（画質を鮮明にするため、同じ背景素材を別撮りし、中心の時計部分以外に重ね合成して放送した）。
- 青版 - 4月から9月[2]。濃青・淡青の細かい縦縞、文字盤の周囲は青みがかったグレー
- 木目版 - 10月から3月[2]。木目、文字盤の周囲は明るいブラウン
- カラフルなデザインのもの（BS2で1993 - 1994年9月まで）

1995年以降は、デジタルデータによる表示となり、各チャンネルで異なるデザインを用いるようになった。
- CGを用いたもの（1995年4月 - アナログ放送終了まで）
- 教育テレビでの最終デザインは、青空に浮かぶ雲の背景に、虹色の輪をあしらったものであった[7]。

時報音はラジオと同一で、3秒前から440ヘルツ（実音でラ/Aの音）のトーンパルスを毎秒あたり0.1秒ずつ計3回鳴らし（予報音）、次いで正時に880ヘルツ（前述の音の1オクターブ上）で約2秒間減衰しながら続くトーンパルス（正報音）を鳴らす。

### 編成
毎日午前7時・正午・午後7時の3回放送された。ただし、総合では1985年（午前7時･午後7時の2回が対象、正午のみ2年遅れの1990年春季改編から導入）以降、当該時刻には「NHK時計」に代え、ニュースセンターからのCG送出による、各ニュース番組のオープニングタイトル表示と一体化する演出（「NC時計」）がとられるようになった。
表示時間や、開始タイミングは放送波ごとに異なった。
- 総合のうち、送出局である東京の放送センターでは約10秒前から開始。地方局では5秒前から飛び乗った。
- 教育では、当初は30秒前だったが、のちに5秒前からの開始となった（時期不明）。

BS1では開局から1991年3月まで放送された。
末期には正午の教育テレビにおける放送のみが残り、朝7時の時報は1998年4月5日に、夜7時=19時の時報は1999年4月4日に（NHKクロニクルより、いずれも末期は日曜日のみ放送）を最後に、その時間をまたぐ番組が発生したため実質終了になり、高校野球期間を除き正午のみ行われていた。2006年までは毎年1月3日のNHKニューイヤーオペラコンサート開始前の夜7時の時報を行っていた。全国的にはアナログ放送終了前日の2011年7月23日に、岩手県・宮城県・福島県では同地域のアナログ放送終了日である2012年3月31日に、放送を完全終了した。
なお、時報を放送できないデジタル放送とBSの場合、総合テレビは2004年3月までの約4ヶ月間は別のフィラー映像、教育テレビは終了まで花畑の奥に家が一軒あるイラストに「デジタルETV ひきつづきデジタル教育テレビをごらんください」と書かれた静止画（デジタル完全移行後もこの静止画表示は暫く継続された）、1994年9月以後のBS2では総合テレビと同じニュース番組のオープニングCGに「BS」ロゴを追加しそれが回転しながら画面いっぱいに拡大するフィラー映像、BSハイビジョンではその時間のニュース番組のオープニングを意識したCGのフィラー映像にそれぞれ差し替えていた。

## 較正機能
地上アナログテレビ放送の時報音信号は、一部の家庭用ビデオデッキやHDD・DVDレコーダーなどで、内蔵時計の時刻調整に活用されていた。待機状態のときに教育テレビを正午直前から受信し、時報音を用いて内蔵時計を較正する仕組みであった。この機能を利用する場合、較正用受信チャンネル（各地域の教育テレビ）を利用者の側で初期設定しておく必要があった。

## 保存
青版・木目版・白黒のレンガ調のいずれも、NHK放送博物館に所蔵されている。
長らく同館3階にて展示されていたのは青版のみで、木目版は行方不明となっていたが、2006年10月17日にNHK放送センター内のテクニカルオペレーションセンター（主調整室）で発見され、放送博物館の収蔵品に加えられた。また1960年代に使われていた白黒のレンガ調のものも、一般展示はされていないものの所蔵されている。

## アプリ、グッズ等
- 「NHKオンラインLabブログ」で2006年10月より2017年4月28日まで、NHK時計のデザインを模したブログパーツが配布された（同月6日に青版が、20日に木目版がリリース）[1]。
- 上記のほか、下記のデスクトップウィジェット版も配布されていたが、2013年3月の「NHKオンラインLabブログ」終了にともない、すべて配布を終了している。
  - Windows Vista版 - Windows Vista用Windows デスクトップ ガジェットツール。
  - Mac OS X版 - Mac OS X用Dashboardウィジェットツール。
  - Yahoo!ウィジェット版 - Yahoo! Widget Engineが必要。
  - Adobe AIR版 - Adobe AIRが必要。
- 2009年より、iOS・Android用アプリ版「NHK時計」がリリースされた。一時配布停止を経て、2018年より「NHKとけい」の名称で再公開されている（外部リンク参照）。
- 2008年1月には、NHK時計を模した壁掛け時計がNHKエンタープライズから発売された（セイコークロック製造）。大きさは26×30.5×4.5センチメートルで、実物よりも大きい。盤面は本物同様、青版と木目版の2種類[28]。2016年に終売[2]。

## その他
- 1989年1月7日（昭和天皇崩御当日）の午後7時の『NHKニュース』では、直前に時報のみ流し時計の表示は実施しなかった。一方で、7日から8日にかけて（=元号が昭和から平成に変わる瞬間）は、このNHK時計と時報が流れた[29]。
- 2019年4月30日から5月1日にかけて総合テレビで放送された改元特別番組『ゆく時代くる時代〜平成最後の日スペシャル〜』では、スタジオに「青版」時計を模したセットがおかれた。完全再現ではなく、改元にちなみ、文字盤上側に「平成も残り」の文字、下はデジタル時計（番組序盤では時・分のみ、終盤で秒を加えて構成）が加えられた。
- NHK内の業務用標準時計（時計装置）の子時計では「NHK時計」の青版をベースにしたCGデザインが採用されており、NHK放送センター内のテレビスタジオ（NHKスタジオパークの公開スタジオCT-450）や副調整室のモニターなどに映し出されているのが確認できる。2019年以降デザイン変更され、時計上部に別途デジタル表記の時刻が表示されたバージョンが使われている。